# 踊る様に (アルバム)
踊る様に（おどるように）は、ポルカドットスティングレイの3枚目のフルアルバム。2022年9月7日、ユニバーサル・ミュージックより発売された。

## 発売形態
- 初回生産限定盤A『おどるからだパック』（UMCK-7176）

CD+Tシャツ
- 初回限定生産盤B『おどるこころパック』（UMCK-7175）

CD+2DVD
- 通常盤

CD

## 収録曲
全作詞/全作曲:雫、全編曲:ポルカドットスティングレイ
1. SHINOBI-NAI(雫カリウタver.)
花澤香菜提供曲のセルフカバーバージョン
2. 青い
ゴジラS.P 〈シンギュラポイント〉エンディングテーマ
3. どうでもいいよ
UHB「MUSIC FUN! IVY」8月～9月度エンディングテーマ
テレビ愛知「a-NN♪」8月度エンディングテーマ
ABC「ミューパラTV」9月度マンスリーアーティスト
RKB毎日放送「エンタテ!区〜テレビが知らないe世界〜」
4. ダイバー
RAGE Shadowverse Pro League 21-22 テーマソング
5. dude
ふくおか避密の旅+テーマソング
6. hide and seek
Amazon Prime Video「恋に落ちたおひとりさま ～スタンダールの恋愛論～」主題歌
7. SURF
8. ショートショート(踊る様にver.)
9. 恋愛論
Amazon Prime Video「恋に落ちたおひとりさま ～スタンダールの恋愛論～」挿入歌
10. トーキョーモーヴ
11. ツキカゲ
RAGE SHADOWVERSE PRO TOUR 22-23 公式テーマソング
12. リドー
TBS「よるのブランチ」9月・10月エンディングテーマ
13. 夕立
14. odoru yo-ni

DVD
1. ポルカドットスティングレイ ポルフェス57 #ガチ幕張 ワンマン 全編（約120分）収録